# إدي بيفان
إدي بيفان هو لاعب كرة قدم كندية كندي، ولد في 1925 في هاميلتون في كندا، وتوفي في 1988.

## وصلات خارجية
- إدي بيفان على موقع JustSportsStats.com (الإنجليزية)